# Beretta
Fabbrica Pietro Beretta S.p.A. je italská zbrojovka. Založena byla Bartolomeem Berettou roku 1526 v Gardone Val Trompia v severoitalské Brescii, kde sídlí a působí nepřetržitě do současnosti. Od svého vzniku je neustále i v současnosti vlastněna rodinou Berettových, v níž je děděna a jedná se tedy o jednu z nejstarších stále fungujících rodinných firem (i firem vůbec) v Evropě. Výrobky této společnosti se od 17. století účastnily významných válečných střetů v Evropě i ve světě, včetně obou světových válek. Kromě palných zbraní pro armádu a donucovací orgány, zásobují továrny společnosti především trhy s civilními zbraněmi. Pro svou početnost a charakteristický vzhled jsou rozpoznatelné v mnoha filmech. Pistole značky Beretta patří spolu s pistolí Walter PPK mezi oblíbené zbraně agenta 007, Jamese Bonda.

## Historie

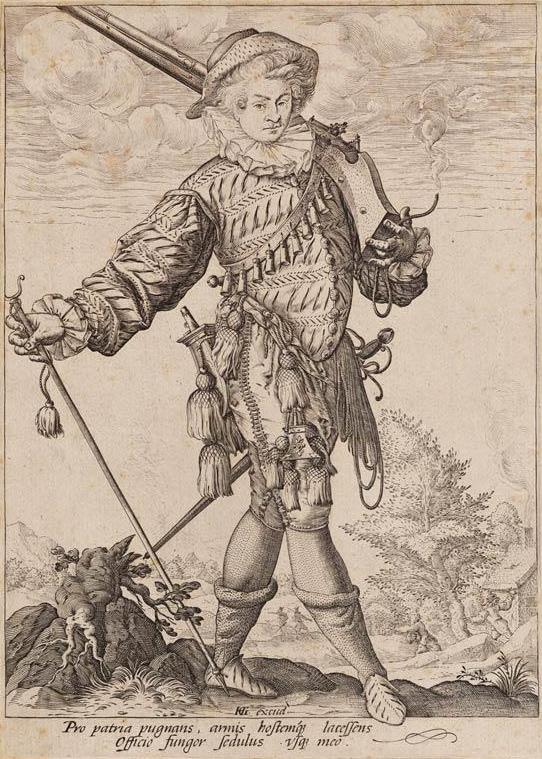
Arkebuzír 16. století

### Do 16. století
Bohatství rudonosných žil v severoitalském údolí Val Trompia bylo známo již ve starověku. Od doby Augustovy byli z Říma do údolí vysíláni vězni a otroci zvaní „damnata ad metalla – odsouzení na kovy“. V údolí po obou březích řeky Melly byly vybudovány dvě silnice. Po nich putovaly do dílen římského impéria železo, olovo, měď a síra a systém fungoval až do zániku Západořímské říše. Těžba a metalurgie byly obnoveny v raném středověku a k rozvoji a prosperitě oblasti nejvýznamnější měrou přispěl objev palných zbraní.  

### 16. století

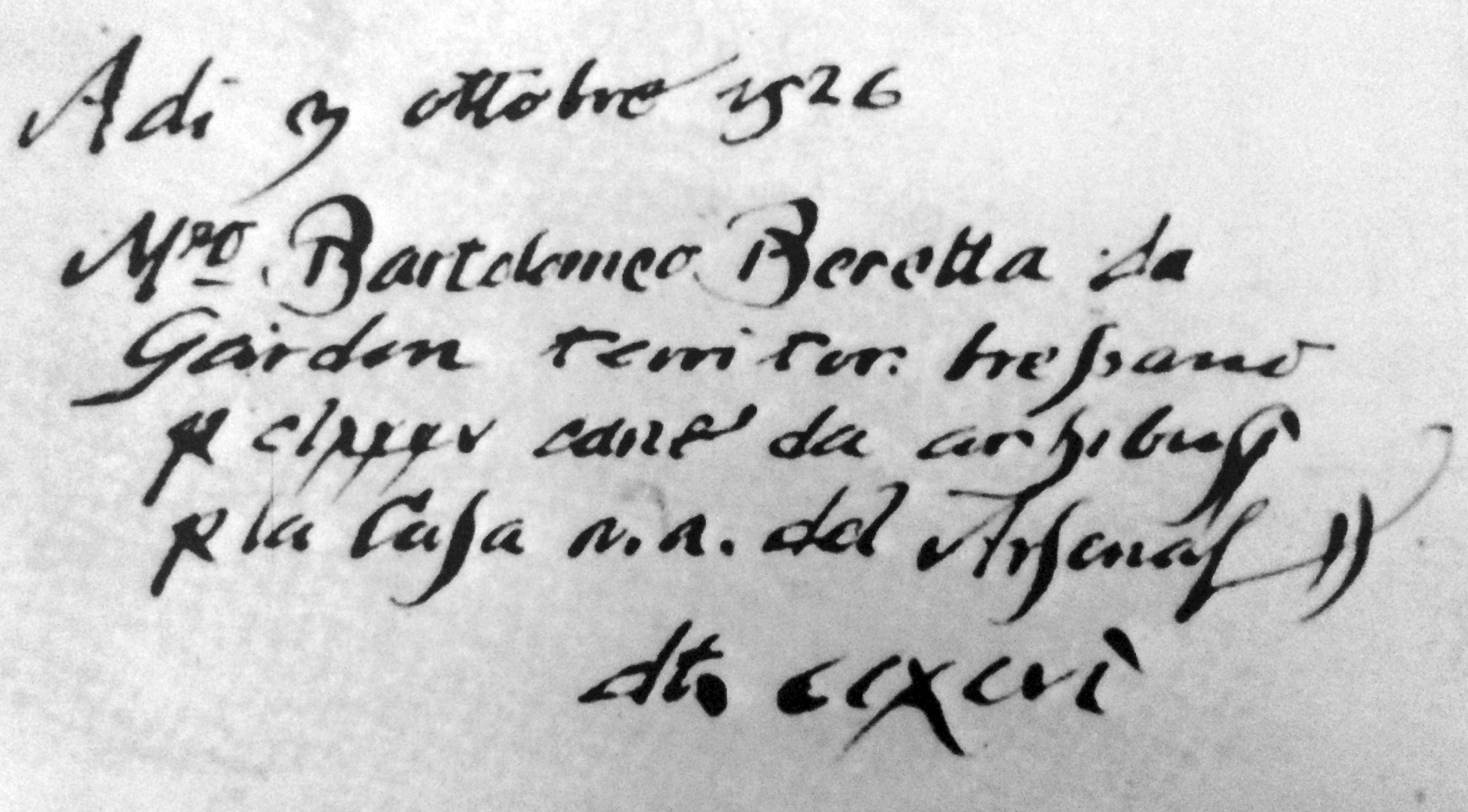
Smlouva z roku 1526

V polovině 16. století bylo v údolí Val Trompia padesát dolů na železo, olovo a měď, osm hutí a čtyřicet kováren. Produktem bylo běžné nářadí, ale i všechny součástí palných zbraní od pružinek bicího ústrojí až po děla. V této konkurenci se 3. října roku 1526 podařilo vyniknout majiteli dílny v Gardone Val Trompia, Bartolomeu Berettovi, když se mu podařilo získat smlouvu s Benátským arzenálem na dodávku 185 hlavní arkebuz za obnos 296 dukátů. Kovárny rodu Beretta byly založeny před rokem 1500 a Bartolomeo Beretta nebyl prvním mistrem dílny, ale datum smlouvy s benátskými dóžaty je považováno za založení dílny a značky Beretta a Bartolomeo Beretta za jejího zakladatele.
Oblast spadala do správy Benátské republiky a podléhala výhodnému daňovému režimu. Během války mezi Benátkami a Tureckem v roce 1570 se výroba v celém údolí více než ztrojnásobila na více než 300 zbraní denně. Zbrojní výroba přinášela do údolí Val Trompia prosperitu.

### 17. století
Řevnivost mezi výrobci zbraní však často přecházela do podoby krvavých akcí s následky vražd a poprav a mezi viníky se objevilo i jméno Beretta. Oblasti se nevyhnuly ani nájezdy banditů, morové epidemie a hladomor. Řeka Mella při povodních dokázala během hodin zničit všechny dílny v údolí. V letech nejničivějších katastrof Benátky osvobozovaly oblast od daňové povinnosti.  V roce 1698 byly dílny Beretta druhým největším výrobcem hlavní mezi třiatřiceti v Gardone Val Trompia a vyrobily 2 883 hlavní, většinou pro dlouhé zbraně.

### 18. století

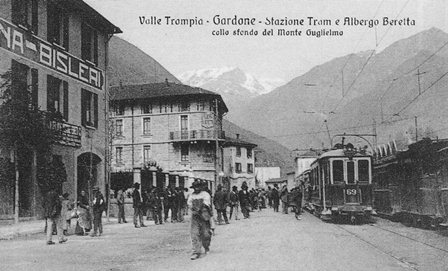
Gardone Val Trompia 1910

V 18. století hospodářská krize zachvátila celou Benátskou republiku. Počet dolů a hutí ve Val Trompia v roce 1703 klesl na 3 doly na železo, 15 dolů na olovo, 4 doly na měď a 2 doly na síru. V provozu zůstalo pět tavicích pecí. Od konce 18. století se oblast se dostala pod nadvládu Francouzů, údolím se později prohnala rakouská i ruská vojska. Hlavně z Beretty však vždy našly hlavní odbytiště, armádu. Do finálních zbraní se hlavně kompletovaly v továrně v Brescii, která vyráběla 40 000 zbraní ročně.

### 19. století
V roce 1832 dal Pietro Antonio Beretta továrně název Fabbrica d'Armi Pietro Beretta. V polovině 19. století výroba válečných zbraní začala ustupovat výrobě precizních civilních zbraní. V této době vznikly v Gardone i první celé kompletní zbraně. Po sjednocení Itálie v roce 1861 opět začala dominovat výroba zbraní válečných. Na konci 19. století již byla Beretta světoznámou firmou a v Gardone Val Trompia vyrostl hotel Beretta, sloužící především potenciálním partnerům a zákazníkům z celého světa. 

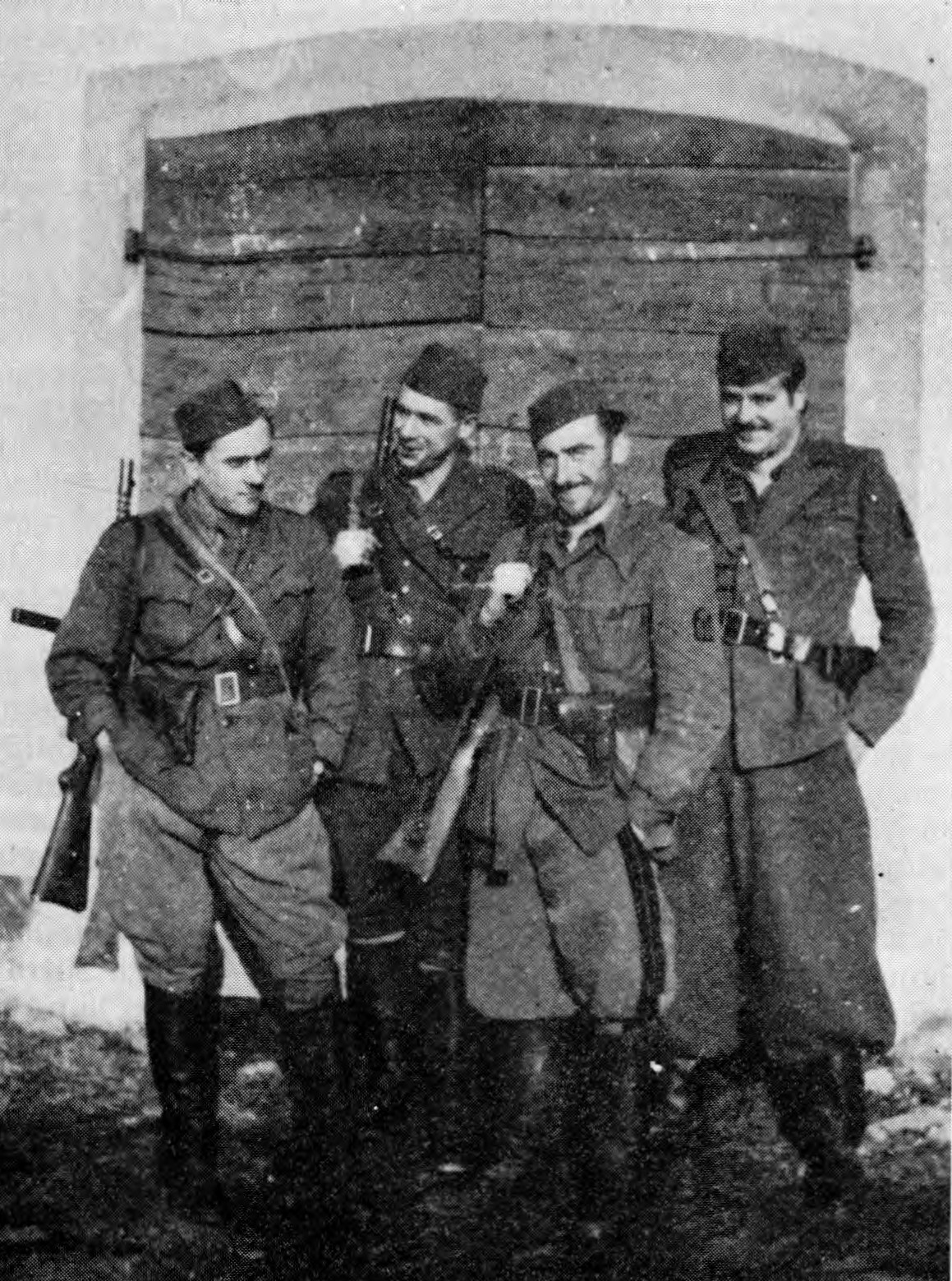
Jugoslávští partyzáni se samopaly Beretta MAB 38 (1944)

### Od 20. století
První světová válka vyvolala poptávku, kterou v případě krátkých zbraní Beretta pokryla modelem M15. Stála na samém počátku vývoje samopalu, když přeměnou poloviny dvoudílného neohrabaného samopalu Villar-Perosa M 1915 vytvořila samopal M1918, který se zařadil mezi první funkční samopaly na světě. V meziválečném období vyvrcholil vývoj samonabíjecích pistolí modelem M35. Druhá světová válka spotřebovala početné série Beretta MAB 38. V poválečném období do služeb ozbrojených jednotek pronikl model Beretta 70 ráže 7,65 mm a mezi sportovní střelce jeho malorážní obdoba Beretta 71. Celosvětovému trendu považovat kalibr 7,65 mm v policejní službě za nedostatečný nakonec Beretta vyhověla v roce 1975 samonabíjecí pistolí Beretta 92 ráže 9 mm. V roce 1985 Beretta získala kontrakt na nahrazení Coltu ráže .45. v ozbrojených složkách Spojených států typem Beretta 92. Dodávky pokračovaly až do roku 2017, kdy další soutěž vyhrála německo-švýcarská společnost SIG Sauer. Plnění této smlouvy umístilo společnost Beretta mezi nejúspěšnější výrobce ručních palných zbraní.
Na začátku roku 2000 Beretta koupila zbývající podíly společnosti Benelli Arms SpA, dalšího významného italského výrobce zbraní. V březnu téhož roku koupila 86 % podíl ve společnosti Aldo Uberti & Co., společnosti pro výrobu replik zbraní, která byla založena v roce 1959. Se zastřešující společností, která dohlížela na své dceřiné společnosti, Beretta Holding, získala o rok později jako další finského výrobce loveckých a sportovních pušek Sako.

## Řízení firmy

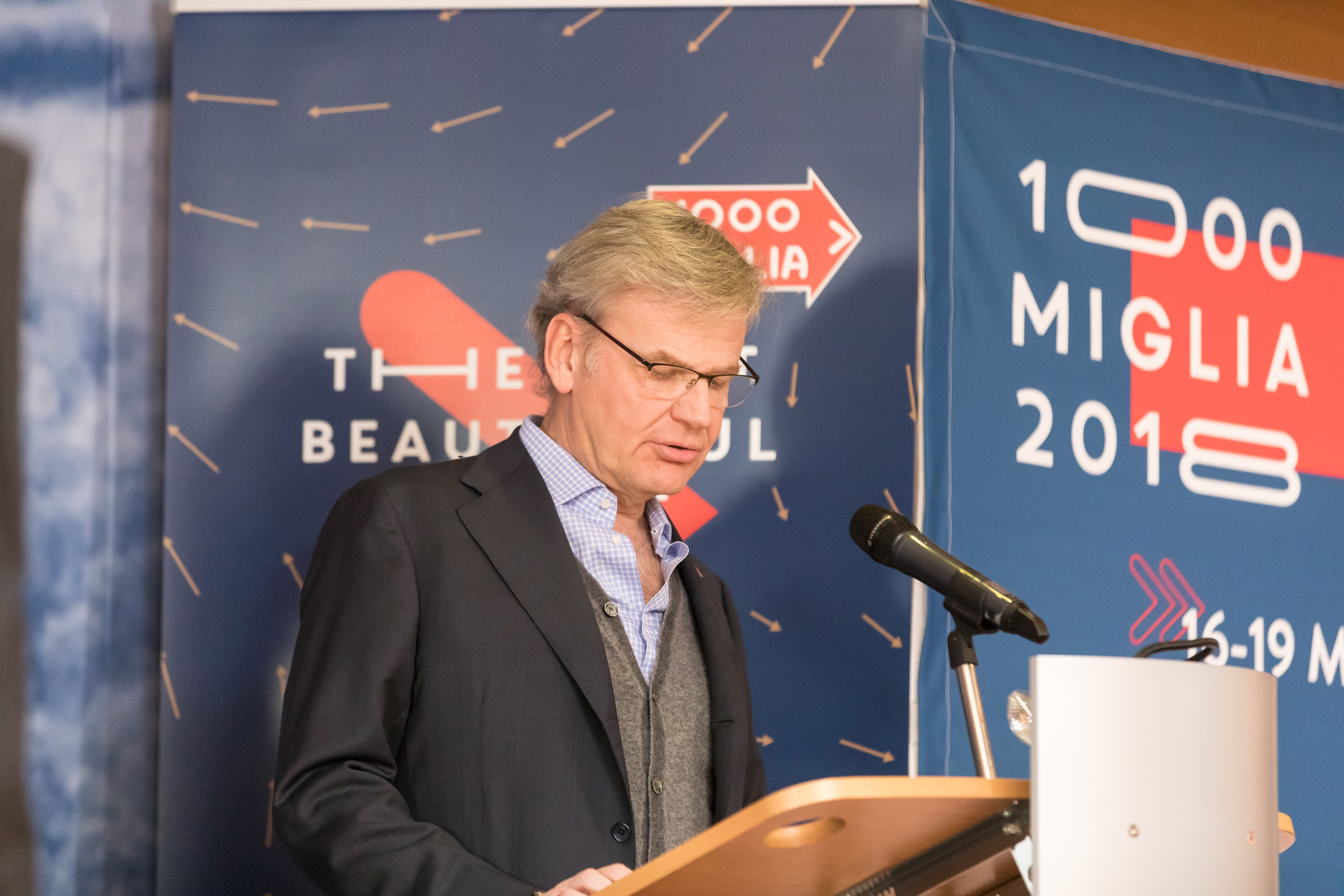
Franco Gusalli Beretta (* 1964)

Do konce 18. století byla továrna Beretta řízena cechovním systémem, v němž vedení přecházelo z otce na syna. Napoleon po obsazení oblasti tento systém zrušil jako těžkopádný a rozvoj omezující. Přesto i nadále vedení připadalo dědičným následovníkům s příjmením Beretta. Řízení bylo jednoduché, přímé a závěrečné slovo měl bez možnosti další diskuse vždy aktuální „capo“ klanu. Ve firmě nebylo důsledně uplatňováno předností právo prvorozeného a mnohdy nejstarší musel ustoupit mladšímu sourozenci. S postupujícím časem získávalo vědomí o rodové državě pro společnost důvěryhodnost a reklamní sílu. Změna nastala až ve druhé polovině 20. století, kdy rod Beretta vymřel po meči. Výkonný ředitel společnosti převzal příjmení po manželce a vyženěnou firmu vedl již jako Ugo Gussalli Beretta. Jeho synové Franco a Pietro pak mohli převzít vedení jako přímí potomci Bartolomea Beretty z matčiny strany. Franco Beretta továrnu Beretta a Pietro Beretta holding Beretta. 

## Popularita značky Beretta

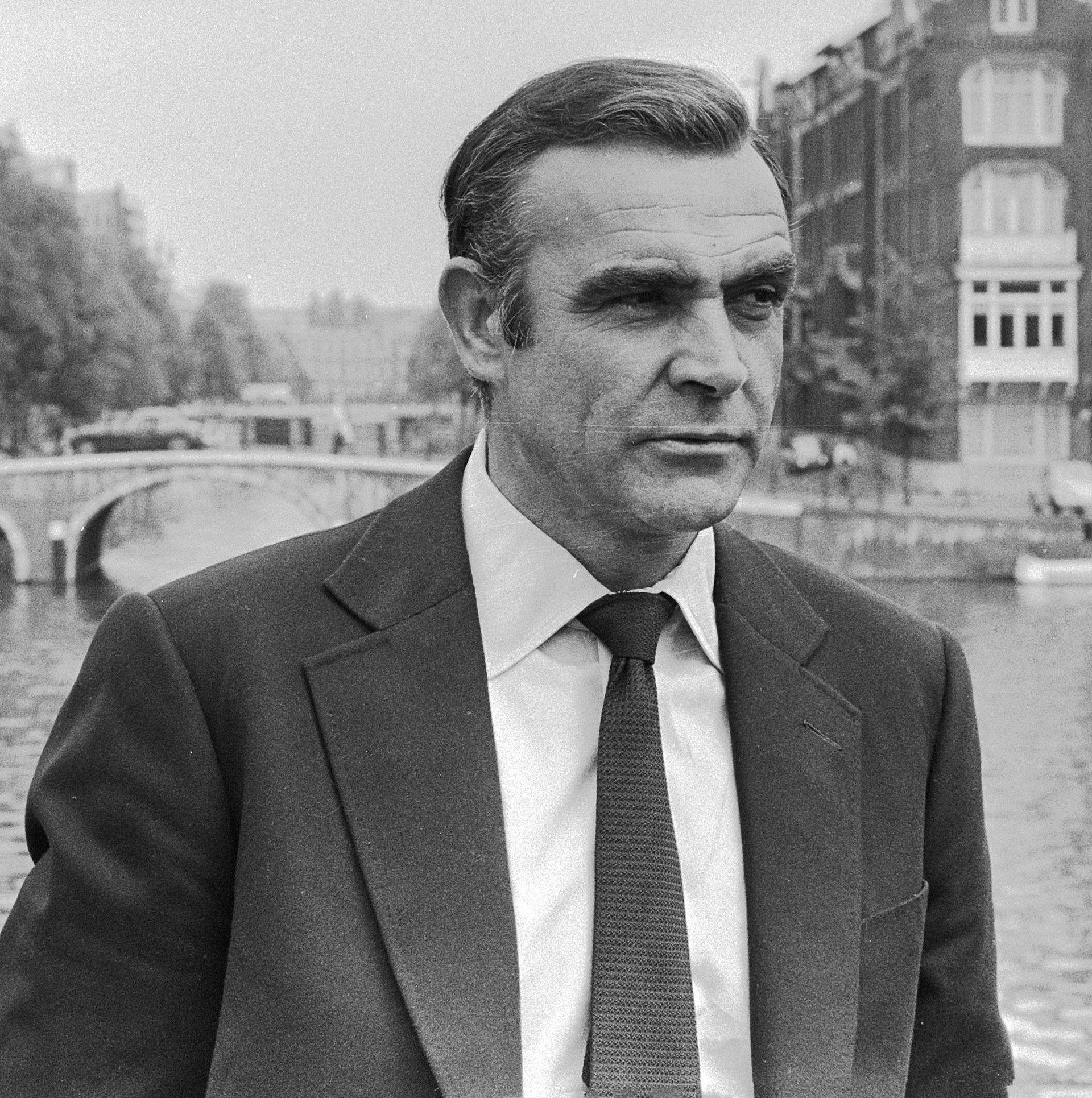
James Bond, majitel Beretty 418 Diamanty jsou věčné (1971)

V prvních románech o agentu 007 se objevuje jako hlavní zbraň Jamese Bonda Beretta 418 kalibru 6,35 mm, nošená v jelenicovém pouzdře. Spisovatel Ian Fleming během války pracoval v námořní zpravodajské službě a tuto zbraň sám nosil. Beretta 418 se objevuje v románech Casino Royal, Žít a nechat zemřít, Moonraker, Diamanty jsou věčné, Srdečné pozdravy z Ruska a Dr.No. Později zbraň velikosti a ráže Beretty 418 začal autor považovat za příliš dámskou a role Beretty se ujal po zbytek románové i filmové série Walter PPK. S Berettou se lze setkat ještě v díle Quantum of Solace, kdy James Bond vykopne z rukou zkorumpovaného policisty Berettu 92. Pro charakteristickou siluetu lze Berettu 92 rozpoznat v mnoha akčních filmech (Smrtonosná zbraň).
Beretta zažalovala General Motors poté, co si v roce 1987 přivlastnil jméno pro vůz Chevrolet Beretta. Spor skončil dohodou, společnost GM souhlasila s poskytnutím 500 000 dolarů nadaci Beretta pro výzkum a léčbu rakoviny a bylo jí dovoleno nadále používat toto jméno na svém automobilu.
Beretta je ale i spojována s mnoha masovými střelbami. Pistole Beretta byly použity při vraždě čtyř středoškolských studentů v Marysville ve státě Washington v roce 2014, vraždě 13 lidí v Binghamtonu v New Yorku v roce 2009, vraždě čtyř lidí v roce 2004 na koncertě ve státě Ohio a při vraždě sedmi členů církevního sboru ve Wisconsinu v roce 2005. Pistole Beretta byly také nalezeny mezi majetkem střelce z masakru v Las Vegas v roce 2017. Proti společnosti Beretta se vyrojilo i množství žalob ve stylu útoků na tabákový průmysl. Výsledkem bylo ražení textu READ MANUAL BEFORE USE na těle zbraně.

## Produkce
Na samém počátku rozvoje značky Beretta byla státní zakázka. Výroba pro erár v dlouhých obdobích tvořila hlavní činnost. Zdrojem současného věhlasu byly dodávky pro ozbrojené složky Spojených států. Přesto se produkce Beretta holding snaží podíl zakázek pro armádu udržovat mezi čtvrtinou až třetinou. Státní zakázky se vyvíjejí v klientelistickém prostředí a podle slov Uga Beretty „zbrojařské společnosti byly vždy hlavními kandidáty na znárodnění“. Samotné dlouhé dějiny Beretty poskytují nejlepší důkazy vrtkavosti veřejných zakázek. Pětisetletá rodová tradice má význam pro zákazníka, kupujícího bohatě zdobenou brokovnici, pro armádu nemá význam žádný. V holdingu Beretta se ocitly společnosti, vyrábějící repliky historických zbraní. K technologické výbavě přibývá i řemeslná zručnost a výtvarná invence.
Produkci společnosti na začátku 21. století tvoří samopaly, útočné pušky, brokovnice, opakovací i samonabíjecí kulovnice, revolvery a repliky zbraní. Stěžejním produktem stále zůstávají samonabíjecí pistole.

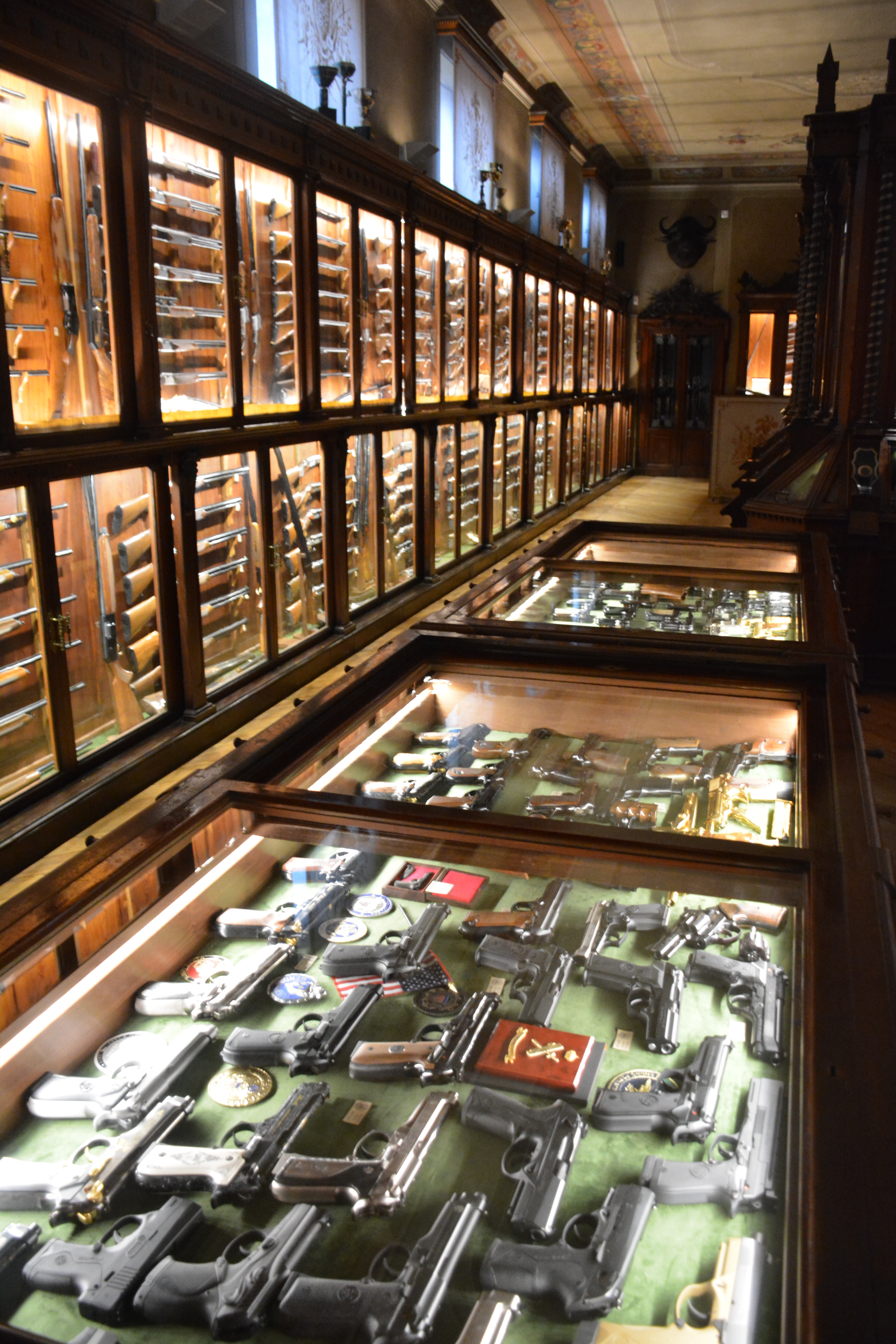
Pistole Beretta v muzeu zbraní v Gardone Val Trompia

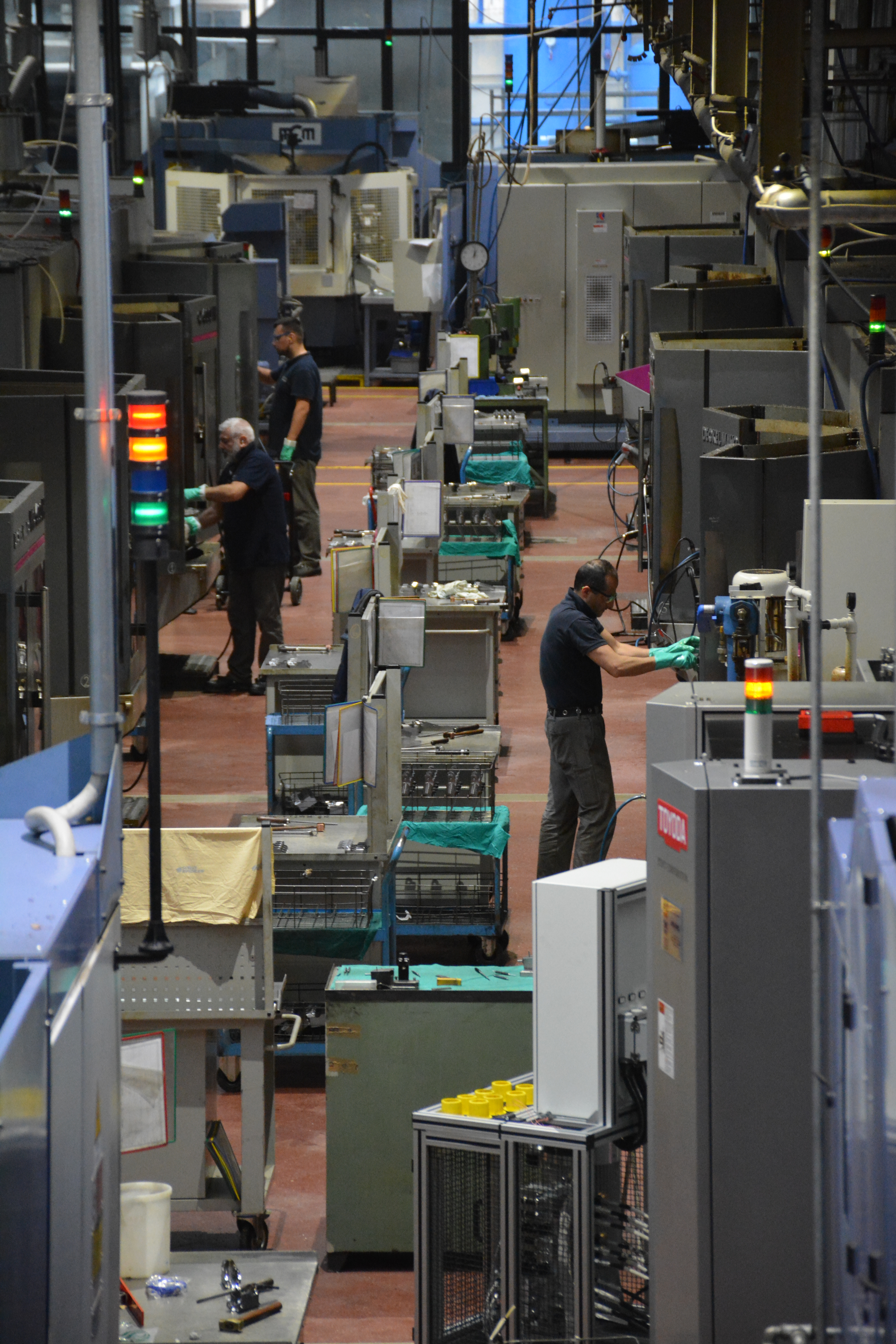
Výrobní hala v továrně Beretta (2017)

### Historie samonabíjecích pistolí Beretta
| Model                 |  | Kalibr                                  | Vznik |
| --------------------- |  | --------------------------------------- | ----- |
| Beretta M15           |  | 9 mm Glisenti                           | 1915  |
| Beretta M17           |  | 7,65 mm Browning                        | 1917  |
| Beretta M23           |  | 9 mm Glisenti                           | 1923  |
| Beretta M31           |  | 7,65 Browning                           | 1931  |
| Beretta M34           |  | 9 mm Corto                              | 1934  |
| Beretta M35           |  | 7,65 mm Browning                        | 1935  |
| Beretta 418           |  | .25 ACP                                 | 1938  |
| Beretta M51           |  | 9 mm Parabellum                         | 1951  |
| Beretta 950 Jetfire   |  | .25 ACP                                 | 1952  |
| Beretta serie 70      |  | .22 Long Rifle 7,65 Browning 9 mm Corto | 1958  |
| Beretta 92            |  | 9 mm Parabellum                         | 1975  |
| Beretta 87 Target     |  | .22 Long Rifle                          | 1976  |
| Beretta Cheetah       |  | 7,65 Browning 9 mm Corto                | 1976  |
| Beretta 93 R          |  | 9 mm Parabellum                         | 1978  |
| Beretta 21A Bobcat    |  | .25 ACP                                 | 1979  |
| Beretta 3032 Tomcat   |  | 7,65 Browning                           | 1979  |
| Beretta 92            |  | 9 mm Parabellum                         | 1985  |
| Beretta 98FS          |  | 9 x 21 mm IMI                           | 1990  |
| Beretta 9000          |  | 9 mm Parabellum .40 S&W                 | 1990  |
| Beretta 8000          |  | 9 mm Parabellum                         | 1994  |
| Beretta Combat Combo  |  | 9 x 21 IMI .40 S&W 9 mm Parabellum      | 1994  |
| Beretta U22 Neos      |  | .22 Long Rifle                          | 2000  |
| Beretta 87 Target     |  | .22 Long Rifle                          | 2000  |
| Beretta 92G-SD/96G-SD |  | 9 mm Parabellum                         | 2002  |
| Beretta Px4 Storm     |  | 9 mm Parabellum .40 S&W .45 ACP         | 2004  |
| Beretta 90-Two        |  | 9 mm Parabellum 9 x21 mm IMI .40 S&W    | 2006  |
| Beretta Nano          |  | 9 mm Parabellum .40 S&W                 | 2013  |
| Beretta Pico          |  | 9 mm Corto                              | 2014  |
| Beretta APX           |  | 9 mm Parabellum 9 x 21 mm IMI .40 S&W   | 2015  |